# La Vieux-Rue
La Vieux-Rue est une commune française située dans le département de la Seine-Maritime en région Normandie.

## Géographie

### Localisation
| Quincampoix |              | Morgny-la-Pommeraye    |
| Préaux      | La Vieux-Rue | Blainville-Crevon      |
| Préaux      |              | Servaville-Salmonville |

### Hydrographie
La commune est située dans le bassin Seine-Normandie. Elle n'est drainée par aucun cours d'eau,.

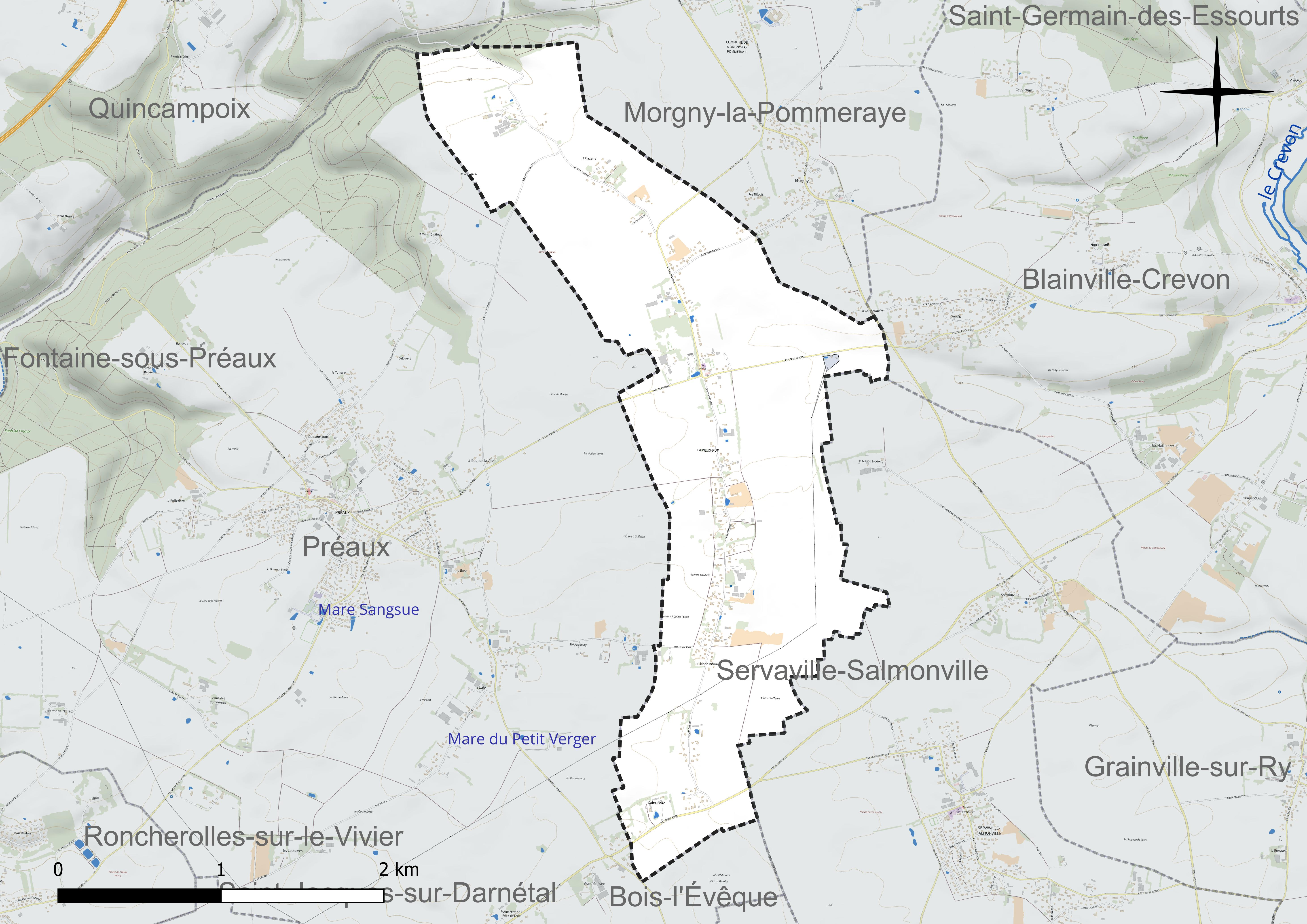
Réseau hydrographique de la Vieux-Rue.

### Climat
Pour des articles plus généraux, voir Climat de la Normandie et Climat de la Seine-Maritime.
En 2010, le climat de la commune est de type climat océanique dégradé des plaines du Centre et du Nord, selon une étude du CNRS s'appuyant sur une série de données couvrant la période 1971-2000. En 2020, Météo-France publie une typologie des climats de la France métropolitaine dans laquelle la commune est exposée à un climat océanique et est dans la région climatique Côtes de la Manche orientale, caractérisée par un faible ensoleillement (1 550 h/an) ; forte humidité de l’air (plus de 20 h/jour avec humidité relative > 80 % en hiver), vents forts fréquents. Parallèlement le GIEC normand, un groupe régional d’experts sur le climat, différencie quant à lui, dans une étude de 2020, trois grands types de climats pour la région Normandie, nuancés à une échelle plus fine par les facteurs géographiques locaux. La commune est, selon ce zonage, exposée à un « climat maritime », correspondant au Pays de Caux, frais, humide et pluvieux, légèrement plus frais que dans le Cotentin.
Pour la période 1971-2000, la température annuelle moyenne est de 10,2 °C, avec une amplitude thermique annuelle de 14 °C. Le cumul annuel moyen de précipitations est de 843 mm, avec 13 jours de précipitations en janvier et 8,8 jours en juillet. Pour la période 1991-2020, la température moyenne annuelle observée sur la station météorologique la plus proche, située sur la commune de Boos à 12 km à vol d'oiseau, est de 10,9 °C et le cumul annuel moyen de précipitations est de 847,5 mm,. Pour l'avenir, les paramètres climatiques de la commune estimés pour 2050 selon différents scénarios d’émission de gaz à effet de serre sont consultables sur un site dédié publié par Météo-France en novembre 2022.

## Urbanisme

### Typologie
Au 1er janvier 2024, La Vieux-Rue est catégorisée commune rurale à habitat dispersé, selon la nouvelle grille communale de densité à sept niveaux définie par l'Insee en 2022.
Elle appartient à l'unité urbaine de Préaux, une agglomération intra-départementale regroupant deux  communes, dont elle est une commune de la banlieue,,. Par ailleurs la commune fait partie de l'aire d'attraction de Rouen, dont elle est une commune de la couronne,. Cette aire, qui regroupe 317 communes, est catégorisée dans les aires de 200 000 à moins de 700 000 habitants,.

### Occupation des sols
L'occupation des sols de la commune, telle qu'elle ressort de la base de données européenne d’occupation biophysique des sols Corine Land Cover (CLC), est marquée par l'importance des territoires agricoles (88,5 % en 2018), une proportion identique à celle de 1990 (88,5 %). La répartition détaillée en 2018 est la suivante : 
terres arables (86,9 %), zones urbanisées (11 %), zones agricoles hétérogènes (1,7 %), forêts (0,5 %). L'évolution de l’occupation des sols de la commune et de ses infrastructures peut être observée sur les différentes représentations cartographiques du territoire : la carte de Cassini (XVIIIe siècle), la carte d'état-major (1820-1866) et les cartes ou photos aériennes de l'IGN pour la période actuelle (1950 à aujourd'hui).

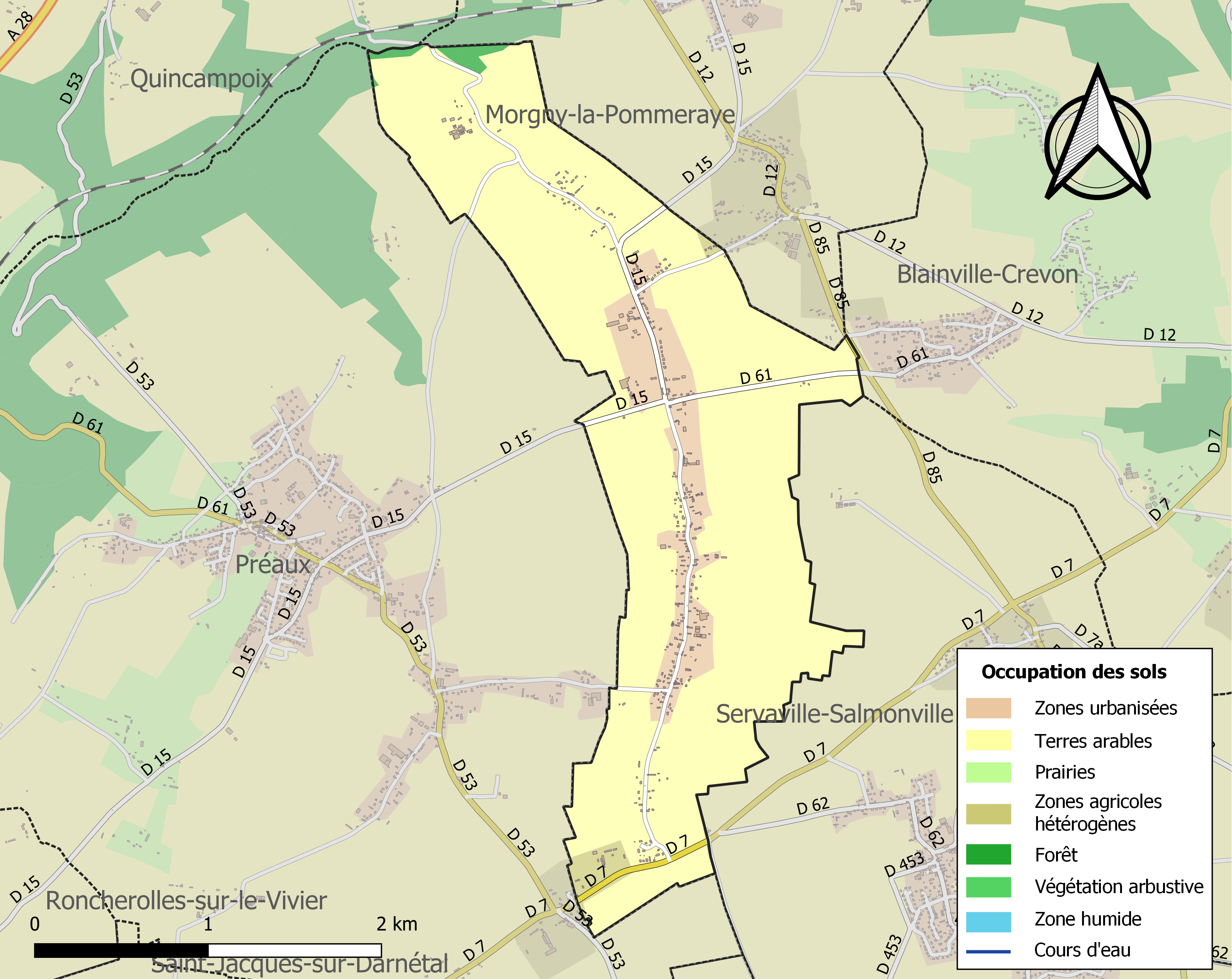
Carte des infrastructures et de l'occupation des sols de la commune en 2018 (CLC).

## Toponymie
Le nom de la localité est attesté sous les formes de Veteri Rua (sans date), Veterem Vicum vers 1210, Ecclesia de Veteri Rua vers 1240, Vetus Vicus en 1337, La Vies Rue en 1319, La Viel Rue entre 1392 et 1403, La Vieille Rue en 1469, La Vielle Rue en 1471, Ecclesia de Veteri Vico en 1462, Ecclesie Sancti Martini de la Vieux rue en 1680, de la Vierue en 1680, Saint Martin de la Vieu rue en 1715, Saint Martin de la Vieurue en 1502, La Vieux Rue en 1715 (Frémont), La Vieux Rue en 1757 (Cassini), La Vieille Rue en 1788, La Vieux Rue en 1953.
Vetus Vicus en 1337 : de l'adjectif latin vetus « vieux » et vicus « village ».
« Rue », est une formation toponymique médiévale, mot du XIe siècle issu du latin rūga, « ride » puis « chemin » en latin tardif.

## Politique et administration

### Liste des maires
| Période                                  | Période                    | Identité           | Étiquette | Qualité |
| ---------------------------------------- | -------------------------- | ------------------ | --------- | ------- |
| Les données manquantes sont à compléter. |                            |                    |           |         |
| 1852                                     |                            | François Hartout   |           |         |
| Les données manquantes sont à compléter. |                            |                    |           |         |
| 2001                                     | 2008                       | Francis Anger      |           |         |
| 2008                                     | mai 2020                   | Chantal Decroix    |           |         |
| mai 2020                                 | En cours (au 10 août 2020) | Thierry Vanderpert |           | Artisan |

## Population et société

### Démographie
L'évolution du nombre d'habitants est connue à travers les recensements de la population effectués dans la commune depuis 1793. Pour les communes de moins de 10 000 habitants, une enquête de recensement portant sur toute la population est réalisée tous les cinq ans, les populations de référence des années intermédiaires étant quant à elles estimées par interpolation ou extrapolation. Pour la commune, le premier recensement exhaustif entrant dans le cadre du nouveau dispositif a été réalisé en 2008.

En 2022, la commune comptait 576 habitants, en évolution de +0,88 % par rapport à 2016 (Seine-Maritime : +0,35 %, France hors Mayotte : +2,11 %).
| 1793 | 1800 | 1806 | 1821 | 1831 | 1836 | 1841 | 1846 | 1851 |
| ---- | ---- | ---- | ---- | ---- | ---- | ---- | ---- | ---- |
| 303  | 255  | 259  | 266  | 287  | 305  | 302  | 291  | 282  |

| 1856 | 1861 | 1866 | 1872 | 1876 | 1881 | 1886 | 1891 | 1896 |
| ---- | ---- | ---- | ---- | ---- | ---- | ---- | ---- | ---- |
| 274  | 254  | 271  | 242  | 224  | 214  | 207  | 202  | 187  |

| 1901 | 1906 | 1911 | 1921 | 1926 | 1931 | 1936 | 1946 | 1954 |
| ---- | ---- | ---- | ---- | ---- | ---- | ---- | ---- | ---- |
| 217  | 184  | 182  | 173  | 161  | 176  | 213  | 252  | 205  |

| 1962 | 1968 | 1975 | 1982 | 1990 | 1999 | 2006 | 2008 | 2013 |
| ---- | ---- | ---- | ---- | ---- | ---- | ---- | ---- | ---- |
| 224  | 196  | 249  | 311  | 374  | 407  | 444  | 455  | 552  |

| 2018 | 2022 | - | - | - | - | - | - | - |
| ---- | ---- | - | - | - | - | - | - | - |
| 572  | 576  | - | - | - | - | - | - | - |

## Culture locale et patrimoine

### Lieux et monuments

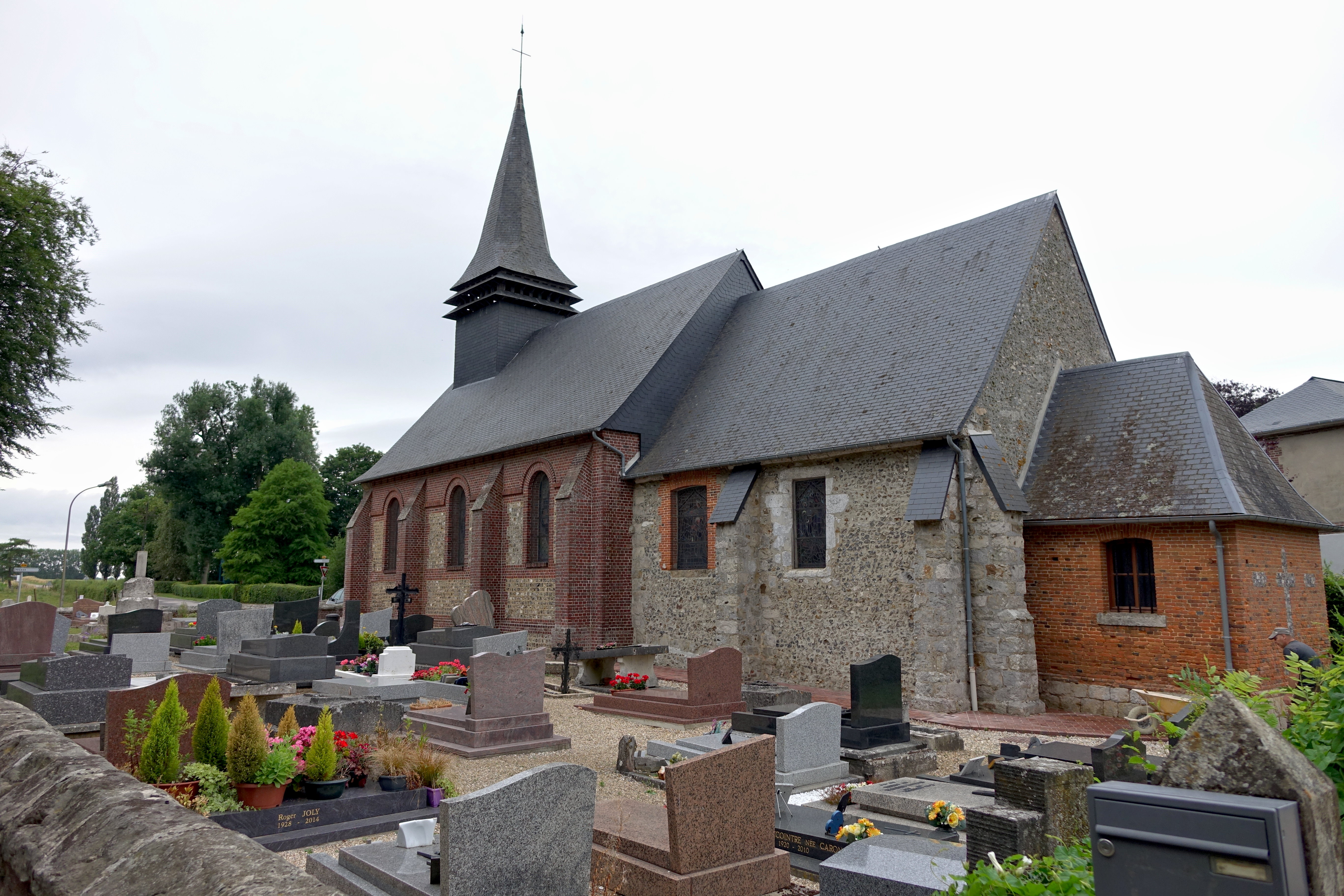
Église de La Vieux-Rue.

- L'église Saint-Martin possède un enclos paroissial et une croix monumentale classés monument historique[28].
- Le manoir de Saint-Saire est un manoir normand du XVIe siècle. Disposé sur un rez-de-chaussée en brique, le manoir se compose d'un étage en pan de bois où les travées centrales présentent une grille serrée. Les extrémités sont marquées par un dispositif de raidissement assez inattendu composé d'écharpes contrariées[29].

### Personnalités liées à la commune
- Alexandre Barrabé (1816-1897).

## Pour approfondir